# 聖馬爾科斯 (薩爾瓦多)

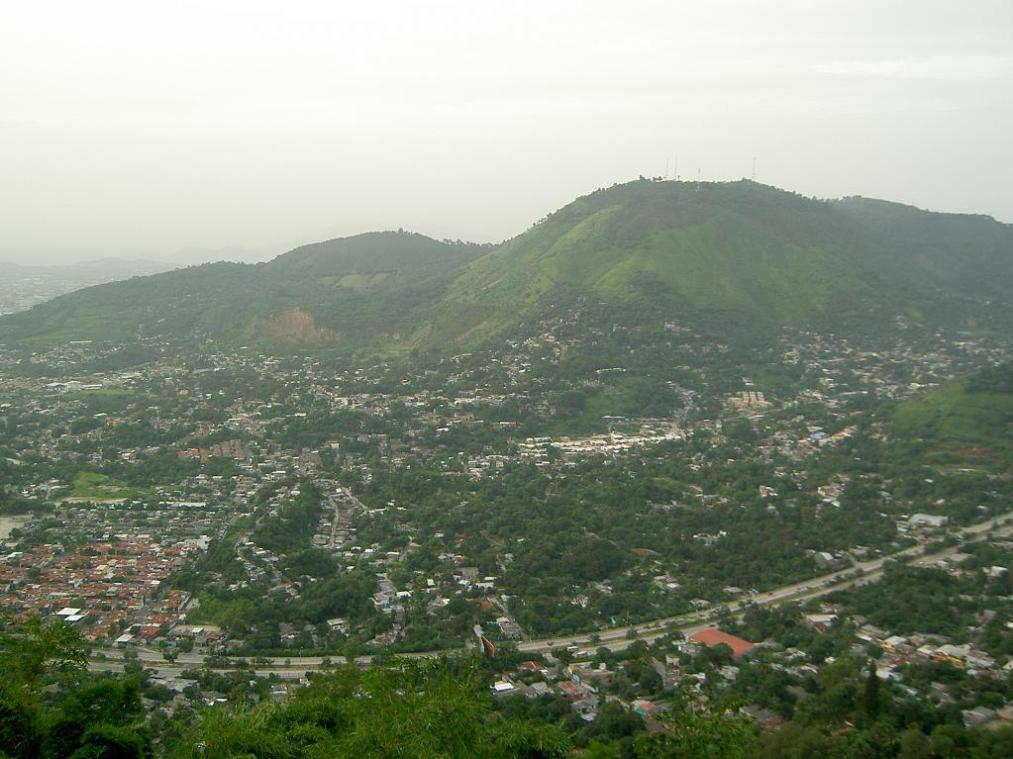

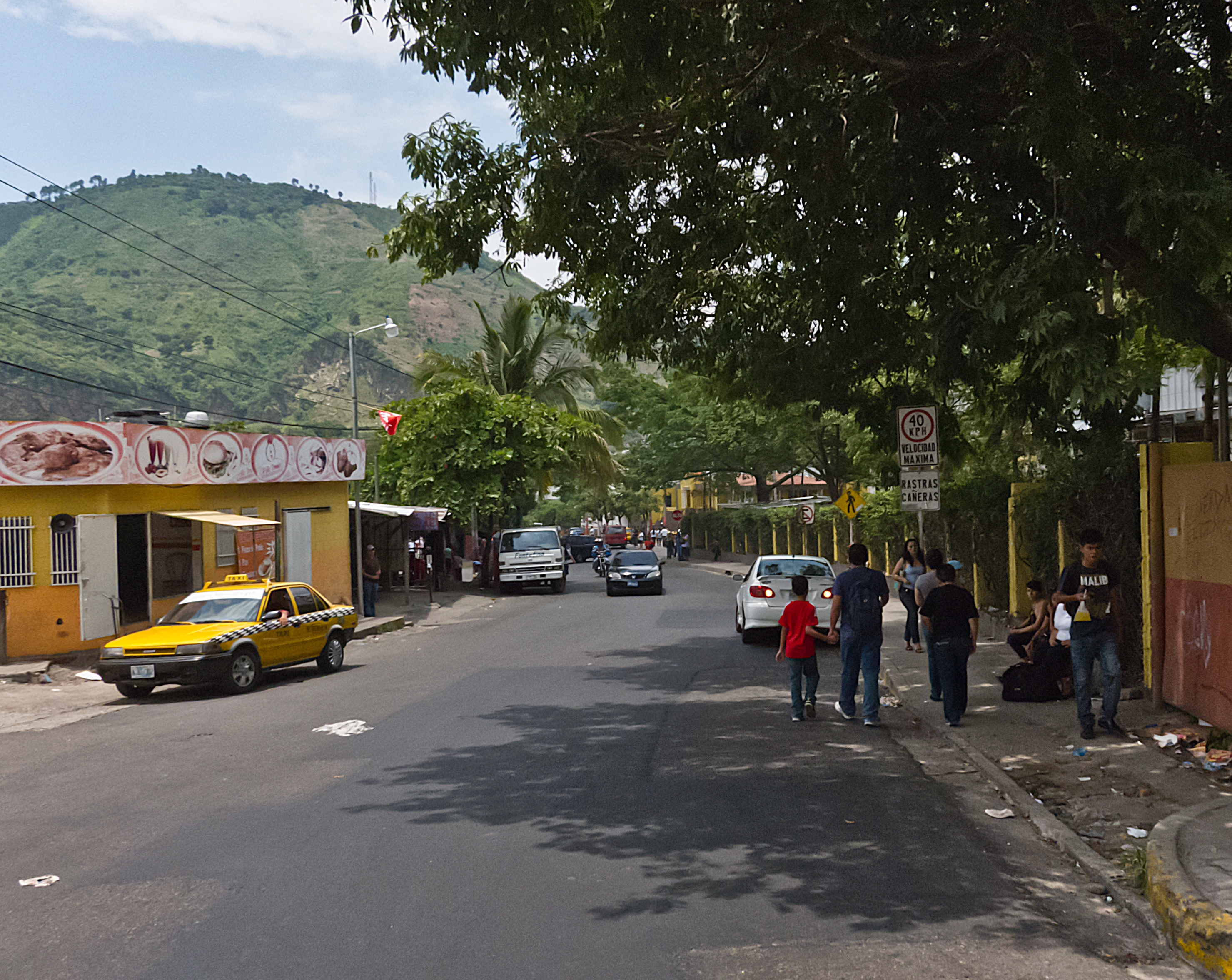

聖馬爾科斯（西班牙語：San Marcos），是薩爾瓦多的城鎮，位於該國中西部，由聖薩爾瓦多省負責管轄，面積14.71平方公里，海拔高度795米，2007年人口63,209，人口密度每平方公里4,297.01人。
13°35′N 89°13′W / 13.583°N 89.217°W